# Клаузура
Клаузура — це великий аркуш паперу, на якому презентовані різноманітні варіанти майбутнього виробу в загальному вигляді, з прорисовкою окремих частин чи деталей. Аркуш з клаузурою повинен мати завершену композицію стосовно виробу чи проєкту в цілому. Під час такої роботи можна застосовувати будь-які зображувальні засоби — від власноруч виконаних малюнків та ескізів до кольорових і скопійованих зображень.
Під час створення клаузури проявляється творча фантазія дизайнера, вміння застосовувати зібрану інформацію про досліджувану проблему чи об'єкт проектування. Тому аркуш клаузури може містити зображення, які відображають асоціативні, фантастичні, природні аналогії, якими користується дизайнер чи скопійовані рисунки, фотографії з інших джерел. Дизайнер може коротко відобразити суть ідеї з відповідними написами, запитаннями, декількома варіантами розв'язків проблеми тощо.

## Історія
Ще у XVI столітті в перших академіях архітектури і мистецтва Німеччини, Франції, Англії, Швеції, а пізніше і в Росії (Санкт-Петербург) навчання рисунку, кресленню, живопису, скульптурі проходило за загальною для всіх факультетів програмою.
В кінці семестру необхідно було оцінити справжні знання кожного студента. Тому й виникла досить незвичайна система перевірки навичок та здібностей учнів. Їх розсаджували по одному в окремі приміщення і замикали на замок (clausere, klouso). Вони повинні були самостійно виконати завдання. Самостійна робота тривала до шести годин. Підсумком творчості було графічне зображення або макет — клаузура.

## Мета
Клаузура — це навчальні вправи, що допомагають розвивати здатність мислити нестандартно. Цілі можуть бути різні:
- пошук загальної ідеї проекту;
- рішення приватної проблеми (наприклад, пошук варіантів оформлення фасаду);
- контрольна вправа.

Студенти можуть знати про майбутню роботу, а ось її тема іноді заздалегідь невідома. Ставляться різні завдання, для вирішення кожної відводиться певна кількість часу. Залежно від цілей існують клаузури різних видів. У кожного викладача є безліч таких вправ власної розробки.

## Виконання архітектурних клаузур
Мета клаузури — отримати загальне візуальне представлення проекту, виявити композицію архітектурного задуму. У першому нарисі міститься добірка матеріалу для оформлення ідеї. Він повинен бути максимально узагальнений і яскравий. У клаузурі житлового будинку, наприклад, визначається місце його розташування з урахуванням сторін світу і меж ділянки. Намічується образ силуету будівлі, варіанти найближчих будівель.
Теми клаузур не розголошуються заздалегідь, тому потрібні прості й ефективні прийоми графіки. Це розтушовування вугіллям, сангіною і соусом; штрихування пером, вугільним і свинцевим олівцем. Обмеження по часу змушує застосовувати туш і акварель в один шар і т. д. Манера виконання завжди відповідає жанру заданої теми. Для успішного проходження завдання необхідно мати навички відображення найбільш суттєвих сторін проекту в найкоротший термін. Придбати такий досвід можна тільки при багаторазовому виконанні начерків, малюнків та вправ в проектуванні. Сьогодні клаузури в архітектурі стають методом систематично застосовуваних вправ. Це ефективний прийом навчання у сучасних архітектурних і художніх школах.

## Клаузура в дизайні
Важко передбачити, як виникла творча ідея втілиться в художній просторовий образ. Крім таланту дизайнера важливий і рівень його професіоналізму. Саме при польоті фантазії, коли здається, що головне — творча невизначеність, можна застосувати розроблені технології. Для цього і використовується метод клаузури. Дизайнер виконує вправу на образ. Створюється ідея в предметному втіленні. Вона уточнює колірний ряд, матеріали, текстуру, вигляд майбутнього об'єкту. Клаузура — сама по собі закінчений мистецький твір. А для дизайнера це ще й важлива сходинка до втілення своїх ідей у життя.